# Hexatoma (Eriocera) taenioptera
Hexatoma (Eriocera) taenioptera is een tweevleugelige uit de familie steltmuggen (Limoniidae). De soort komt voor in het Neotropisch gebied.